# Actorthia ahngeri
Actorthia ahngeri är en tvåvingeart som beskrevs av Frey 1921. Actorthia ahngeri ingår i släktet Actorthia och familjen stilettflugor.
Artens utbredningsområde är Turkmenistan. Inga underarter finns listade i Catalogue of Life.